# Yuri Voinov
Yuri Nikoláyevich Voinov (en ucraniano: Юрій Миколайович Войнов, en ruso: Юрий Николаевич Войнов; 29 de noviembre de 1931-22 de abril de 2003) fue un futbolista y entrenador soviético y ucraniano. Jugó en el Zenit Leningrado y Dinamo Kiev, así como para la selección de la Unión Soviética, con quien se proclamó campeón de la Eurocopa 1960. Tras retirarse como futbolista dirigió a varios equipos soviéticos.

## Selección nacional
Voinov fue internacional en 23 ocasiones con el equipo nacional de fútbol de la Unión Soviética y representó al país en la Copa Mundial de la FIFA 1958 y en la Eurocopa 1960, donde los soviéticos fueron coronados como los primeros campeones europeos. Además, fue incluido en el once ideal de la Copa Mundial de 1958 por el Dr. Friedebert Becker.
En 1956 Voinov jugó cuatro partidos amistosos con el combinado de Ucrania en el Spartakiada de los Pueblos de la Unión Soviética.

## Carrera como entrenador
Al fichar por el Dinamo Kiev, Voinov fijó su residencia permanentemente en Ucrania. Tras retirarse del fútbol en el Dinamo, Voinov pasó a ser entrenador asistente del club. Posteriormente entrenó a otros equipos ucranianos como el Chornomorets, Sudnobudivnyk, Shakhtar, Budivelnyk, Metalist, SKA Kiev y FC Temp Shepetivka.

## Palmarés
Club
- Soviet Top Liga
  - Campeón: 1961

Selección nacional
- Eurocopa
  - Campeón: 1960

Individual
- Incluido en el once ideal de la Copa Mundial de 1958
- Ballon d'Or 12.º: 1959[1]